# Matthew Fox
Matthew Chandler Fox (Abington, Pensilvania, 14 de julio de 1966) es un actor y exmodelo estadounidense. Su primer papel protagonista fue el de Charlie Salinger en Party of Five en los años 1990, junto a Scott Wolf, Lacey Chabert y Neve Campbell; pero saltó a la fama por interpretar al doctor Jack Shephard en la serie de ABC Lost.

## Biografía

### Primeros años
Comenzó sus estudios en la Deerfield Academy en Massachusetts acompañado de su mejor amigo Jair Almar, desde donde pasó a la universidad de Columbia, en la que destacó como jugador de fútbol americano mientras estudiaba Económicas en un intento de terminar trabajando en Wall Street.
Se graduó de la Universidad de Columbia como licenciado en Ciencias Económicas en 1989. El destino quiso que la madre de su novia, que regentaba una agencia de modelos, lo convenciese para trabajar como modelo, comenzando así a realizar anuncios para televisión en los que pronto empezó a demostrar sus capacidades dramáticas. Estudió actuación durante dos años en la Escuela de Cine y Televisión en Nueva York.

### Carrera
Elegido por la revista People como una de las personas más hermosas del mundo, se dio a conocer en Estados Unidos por su papel en la serie de éxito Cinco en familia, ganadora del Globo de Oro en 1996 a la mejor serie dramática. Otros trabajos suyos destacados son su papel protagonista en la serie Haunted y el telefilme Behind the Mask. También ha participado en películas como Vantage Point (En el punto de mira en su traducción al español) y Speed Racer, en 2008. Se rumorea su participación en el filme basado en el videojuego Mass Effect como el Comandante Shepard.
En agosto de 2010 Fox viajó a la India como voluntario en un proyecto solidario llamado "Operación Smile" (Operación sonrisa), misión médica que se encarga de ayudar a cientos de niños que nacen con labio leporino y paladar hendido, donde sostuvo bebes y jugó con los niños mientras se preparaban para la cirugía, también observó y ayudó en las cirugías.
En agosto de 2011 comenzó la grabación de dos películas World War Z, dirigida por Marc Foster y Alex Cross dirigida por Rob Cohen, basada en la novela de James Patterson Cross.
En enero de 2012 comenzó la filmación de su primer rol protagonista en Emperor, con la dirección del Británico Peter Webber con estreno estipulado para fin de año. El filme está basado en una historia real desarrollada en los días posteriores a la Segunda Guerra Mundial. Con estreno previsto para 2014, actualmente participa en el rodaje de la película Extinction, con dirección a cargo de Miguel Ángel Vivas, en una adaptación de la novela Y pese a todo, obra del escritor español Juan de Dios Garduño.

## Filmografía
| Año       | Título              | Rol                 | Notas                                                 |
| --------- | ------------------- | ------------------- | ----------------------------------------------------- |
| 1992      | Wings               | Ty Warner           | Serie de televisión - Episodio "Say It Ain't So, Joe" |
| 1993      | My Boyfriend's Back | Buck Van Patten     |                                                       |
| 2002      | Haunted             | Frank Taylor        | Serie de televisión - 2002                            |
| 1994-2000 | Party of Five       | Charlie Salinger    | Serie de televisión - 1994 - 2000                     |
| 1995      | Mad TV              | Charlie Salinger    | Serie de televisión - Episodio: #1.6                  |
| 2004-2010 | Lost                | Jack Shephard       | Serie de televisión - 2004 - 2011                     |
| 2006      | We Are Marshall     | Red Dawson          |                                                       |
| 2006      | Smokin' Aces        | Super Security Bill | Cameo                                                 |
| 2008      | Vantage Point       | Kent Taylor         |                                                       |
| 2008      | Speed Racer         | Racer X             |                                                       |
| 2012      | Alex Cross          | Picasso             |                                                       |
| 2013      | Emperor             | Gral Bonner Fellers |                                                       |
| 2013      | Guerra mundial Z    | Parajumper          |                                                       |
| 2014      | In from Outside     | James               |                                                       |
| 2015      | Extinction          | Patrick             |                                                       |
| 2015      | Bone Tomahawk       | John Brooder        |                                                       |

## Reconocimientos
| Año  | Premio                                             | Categoría                                                                                 | Resultado |
| ---- | -------------------------------------------------- | ----------------------------------------------------------------------------------------- | --------- |
| 2005 | Satellite Awards                                   | Satellite Award por Mejor Actor en una Serie Dramática de Televisión (Lost)               | Ganador   |
| 2005 | Academy of Science Fiction, Fantasy & Horror Films | Mejor de Actor de Televisión (Lost)                                                       | Nominado  |
| 2005 | Peoples Choice Awards                              | Estrella Favorita de Televisión - Hombre (Lost)                                           | Nominado  |
| 2005 | Teen Choice Awards                                 | Actor de TV - Acción/Aventura (Lost)                                                      | Nominado  |
| 2005 | Teen Choice Awards                                 | Química en TV (junto a Evangeline Lilly (Lost)                                            | Nominado  |
| 2005 | Television Critics Association Awards              | Logro Individual en una Serie Dramática (Lost)                                            | Nominado  |
| 2006 | Academy of Science Fiction, Fantasy & Horror Films | Mejor Actor de Televisión (Lost)                                                          | Ganador   |
| 2006 | National Television Awards                         | Actor Más Popular (Lost)                                                                  | Nominado  |
| 2006 | Saturn Awards                                      | Mejor Actor Protagonista en una Serie de Televisión (Lost)                                | Ganador   |
| 2006 | Golden Globe Awards                                | Mejor Protagonista de una Serie Dramática (Lost)                                          | Nominado  |
| 2006 | Screen Actors Guild Awards                         | Screen Actors Guild Award por Destacada Actuación de un Reparto en Serie Dramática (Lost) | Ganador   |
| 2006 | Teen Choice Awards                                 | Actor de TV - Acción/Aventura (Lost)                                                      | Nominado  |
| 2006 | Teen Choice Awards                                 | Química en TV (junto con Evangeline Lilly (Lost)                                          | Nominado  |
| 2007 | Saturn Awards                                      | Mejor Actor Protagonista en una Serie de Televisión (Lost)                                | Nominado  |
| 2007 | Teen Choice Awards                                 | Actor de TV - Acción/Aventura (Lost)                                                      | Nominado  |
| 2008 | Saturn Awards                                      | Saturn Award por Mejor Actor en Televisión (Lost)                                         | Ganador   |
| 2008 | Academy of Science Fiction, Fantasy & Horror Films | Mejor Actor en Televisión (Lost)                                                          | Ganador   |
| 2008 | Prism Awards                                       | Actuación en una Serie Dramática (Lost)                                                   | Nominado  |
| 2008 | Teen Choice Awards                                 | Actor de TV - Acción/Aventura (Lost)                                                      | Nominado  |
| 2009 | Saturn Awards                                      | Mejor Actor Protagonista en una Serie de Televisión (Lost)                                | Nominado  |
| 2009 | Teen Choice Awards                                 | Actor de TV - Acción/Aventura (Lost)                                                      | Nominado  |
| 2009 | People's Choice Awards                             | Actor Favorito de TV - Drama (Lost)                                                       | Nominado  |
| 2010 | Saturn Awards                                      | Mejor Actor Protagonista en una Serie de Televisión (Lost)                                | Nominado  |
| 2010 | Emmy Awards                                        | Mejor Actor de una Serie Dramática (Lost)                                                 | Nominado  |